# Llista d'episodis de Porca misèria
La sèrie de televisió catalana Porca misèria consta de 52 episodis. Es va emetre en quatre temporades amb 13 episodis cadascuna. Es va estrenar a TV3 el 25 de novembre de 2004.

## Temporades
| Temporada | Temporada | Episodis | Estrena a Catalunya    | Final                  | Final |
| --------- | --------- | -------- | ---------------------- | ---------------------- | ----- |
|           | 1         | 13       | 25 de novembre de 2004 | 24 de febrer de 2005   |       |
|           | 2         | 13       | 13 de novembre de 2005 | 12 de febrer de 2006   |       |
|           | 3         | 13       | 20 de setembre de 2006 | 11 de gener de 2007    |       |
|           | 4         | 13       | 23 de setembre de 2007 | 23 de desembre de 2007 |       |

## Llista d'episodis

### Primera temporada
| Núm. | #  | Títol                                           | Director  | Guionista                | Data d'emissió         |
| --- | -- | ----------------------------------------------- | --------- | ------------------------ | ---------------------- |
| 1 | 1  | «Misèria i companyia»                           | Joel Joan | Joel Joan & Albert Plans | 25 de novembre de 2004 |
| El Pere està estressat per culpa de la Cardona, que el fa anar de bòlit a la feina i l'absorbeix a nivell personal. No disposa de temps ni de vida privada. La Laia també està atabalada a la feina perquè li han portat dos becaris nous, el Quim i el Cefa.          |    |                                                 |           |                          |                        |
| 2 | 2  | «Ideal parelles»                                | Joel Joan | Joel Joan & Albert Plans | 2 de desembre de 2004  |
| El Pere i la Laia es voldrien treure de sobre el pis horrible que s'han comprat, però com que no els és possible, acaben anant-hi a viure. |    |                                                 |           |                          |                        |
| 3 | 3  | «Como un burro amarrado en la puerta del baile» | Joel Joan | Joel Joan & Albert Plans | 9 de desembre de 2004  |
| La Laia retroba l'Àlex, un exnòvio que viu en un veler. Per culpa d'una avaria al motor, l'Àlex passarà uns dies a casa d'ells. El Pere es posa gelós... |    |                                                 |           |                          |                        |
| 4 | 4  | «Sayonara, Baby»                                | Joel Joan | Joel Joan & Albert Plans | 16 de desembre de 2004 |
| La Laia fa un descobriment important en la seva investigació, però també descobreix que la gent del seu entorn dona més importància a la televisió que a la investigació científica, i això acaba fent que tingui una discussió amb el Pere.                           |    |                                                 |           |                          |                        |
| 5 | 5  | «Amors que maten»                               | Joel Joan | Joel Joan & Albert Plans | 23 de desembre de 2004 |
| La Cardona s'autoconvida a sopar a casa del Pere, i la Laia fa un comentari sense mala intenció que a la Cardona li sembla molt ofensiu. Intentant disculpar-se amb la diva, la Laia aconseguirà embolicar cada cop més la troca.                                      |    |                                                 |           |                          |                        |
| 6 | 6  | «Errare humanum est»                            | Joel Joan | Joel Joan & Albert Plans | 30 de desembre de 2004 |
| El Pere troba un guió cinematogràfic que havia començat a escriure fa temps i que va abandonar. Torna a il·lusionar-se en el projecte i intenta tirar-lo endavant, malgrat que l'Àlex s'ha entestat en distreure'l de la feina introduint-lo en el seu món para-legal. |    |                                                 |           |                          |                        |
| 7 | 7  | «Boig per tu»                                   | Joel Joan | Joel Joan & Albert Plans | 13 de gener de 2005    |
| La Maria, la realitzadora del programa de la Cardona, li confessa al Pere que ha tingut un somni eròtic amb ell. El Pere comença a obsessionar-se amb la idea de tenir una aventura amb la Maria.                                                                      |    |                                                 |           |                          |                        |
| 8 | 8  | «Eros i Thànatos»                               | Joel Joan | Joel Joan & Albert Plans | 20 de gener de 2005    |
| Després del petó amb la Maria, els sentiments de culpa rosseguen el Pere. Malgrat que al principi sembla que la Maria no doni cap importància al que va passar, el Pere acabarà descobrint que ella també vol acabar el que van començar.                              |    |                                                 |           |                          |                        |
| 9 | 9  | «Fes-me un favor»                               | Joel Joan | Joel Joan & Albert Plans | 27 de gener de 2005    |
| Un productor ofereix al Pere fer el guió d'una pel·lícula. Com que la Cardona li prohibeix que ho faci perquè el vol tenir en exclusiva, el Pere treballa en el guió de la seva pel·lícula d'amagat.                                                                   |    |                                                 |           |                          |                        |
| 10 | 10 | «Tots tenim un preu»                            | Joel Joan | Joel Joan & Albert Plans | 3 de febrer de 2005    |
| El Pere se sent responsable de l'acomiadament de la Maria. Decideix intervenir i demanar a la Cardona que la readmeti, però li resultarà molt difícil enfrontar-se amb la seva directora.                                                                              |    |                                                 |           |                          |                        |
| 11 | 11 | «Plou»                                          | Joel Joan | Joel Joan & Albert Plans | 10 de febrer de 2005   |
| La Cardona readmet la Maria perquè cap més realitzador la suporta. El Pere intenta reconciliar-se amb ella, però la Maria no en vol saber res. En Grimau comunica a la Laia que obrirà una nova línia d'investigació.                                                  |    |                                                 |           |                          |                        |
| 12 | 12 | «Comarcal 13»                                   | Joel Joan | Joel Joan & Albert Plans | 17 de febrer de 2005   |
| La Sònia ha deixat el Roger i aquest culpa el Pere de la ruptura. Els germans Brunet es veuen obligats a fer un viatge junts per anar a celebrar l'aniversari de la seva mare. En el trajecte, sortiran a la superfície tots els retrets que han callat fins ara.      |    |                                                 |           |                          |                        |
| 13 | 13 | «Far West»                                      | Joel Joan | Joel Joan & Albert Plans | 24 de febrer de 2005   |
| Un eminent científic nord-americà, el doctor Crane, vol proposar a un dels investigadors del departament treballar amb ell als Estats Units. La Laia està convençuda que l'elegit serà el Lluís.                                                                       |    |                                                 |           |                          |                        |

### Segona temporada
| Núm. | #  | Títol                  | Director  | Guionista                | Data d'emissió         |
| --- | -- | ---------------------- | --------- | ------------------------ | ---------------------- |
| 14 | 1  | «Trucades perdudes»    | Joel Joan | Joel Joan & Albert Plans | 13 de novembre de 2005 |
| El Pere i la Laia intenten mantenir la seva relació malgrat la distància. La Natàlia no està disposada a acceptar el seu acomiadament d'Ambrospeed i pensa lluitar. L'Àlex ha d'aconseguir diners per comprar-se el veler.                                           |    |                        |           |                          |                        |
| 15 | 2  | «Don't Worry Be Happy» | Joel Joan | Joel Joan & Albert Plans | 20 de novembre de 2005 |
| Després de la bronca de l'últim dia, el Pere intenta localitzar la Laia per telèfon, però no la troba. El Roger i la Sònia són a punt de marxar de viatge de nuvis. Mentrestant la Natàlia està molt nerviosa perquè ha d'arribar a un acord.                        |    |                        |           |                          |                        |
| 16 | 3  | «Adéu a l'esperança»   | Joel Joan | Joel Joan & Albert Plans | 27 de novembre de 2005 |
| La Laia vol convèncer el Pere perquè vagi a viure a Utah, però el Pere no les té totes. La Maria està molt irascible. La Natàlia intenta que la Cristina declari a favor seu en el judici.                                                                           |    |                        |           |                          |                        |
| 17 | 4  | «Bitllet obert»        | Joel Joan | Joel Joan & Albert Plans | 4 de desembre de 2005  |
| El Pere es penedeix d'haver-li posat un ultimàtum a la Laia i decideix anar a Salt Lake City a reconciliar-s'hi. Després de perdre el judici, el Roger no està disposat a deixar que la Natàlia se surti amb la seva. El Jordi i la Natàlia se'n van a viure junts.  |    |                        |           |                          |                        |
| 18 | 5  | «Tocat i enfonsat»     | Joel Joan | Joel Joan & Albert Plans | 11 de desembre de 2005 |
| El Pere està molt deprimit per la ruptura i no vol anar a treballar. El Roger està decidit a fer-li la vida impossible a la Natàlia perquè plegui d'Ambrospeed. L'Àlex comença a treballar a la productora i es converteix en el rei del mambo.                      |    |                        |           |                          |                        |
| 19 | 6  | «Som el que ens falta» | Joel Joan | Joel Joan & Albert Plans | 25 de desembre de 2005 |
| La Laia vol tornar a la normalitat, com si no hagués passat res, però el Pere nota que li passa alguna cosa. El Roger comença a sentir-se desplaçat pel Salva, mentre que la Natàlia està cada vegada més valorada.                                                  |    |                        |           |                          |                        |
| 20 | 7  | «S.O.S.»               | Joel Joan | Joel Joan & Albert Plans | 1 de gener de 2006     |
| La Laia busca feina mentre viu a casa dels seus pares. El Pere intenta convertir-se en el seu millor amic. El Roger està obsessionat amb la idea que la Sònia es quedi embarassada de seguida. L'Àlex suggereix a la Cardona que intenti ser més amable amb la gent. |    |                        |           |                          |                        |
| 21 | 8  | «Libido»               | Joel Joan | Joel Joan & Albert Plans | 8 de gener de 2006     |
| El Pere té ganes de lligar i demana als seus amics que l'acompanyin en una nit de marxa. La Laia torna al laboratori i retroba el Quim, el Cefa i el Lluís. |    |                        |           |                          |                        |
| 22 | 9  | «Canta el pardalet»    | Joel Joan | Joel Joan & Albert Plans | 15 de gener de 2006    |
| El Pere té l'oportunitat de sortir al programa davant de les càmeres. La Laia ha de suportar la presència constant del seu pare al seu pis nou. El Roger se sent perseguit per la Marta.                                                                             |    |                        |           |                          |                        |
| 23 | 10 | «El preu de la fama»   | Joel Joan | Joel Joan & Albert Plans | 22 de gener de 2006    |
| El Pere pateix les conseqüències de la fama de l'Àlex. La Laia substitueix el Lluís en unes classes i ha de suportar un alumne repel·lent. |    |                        |           |                          |                        |
| 24 | 11 | «Veïns»                | Joel Joan | Joel Joan & Albert Plans | 29 de gener de 2006    |
| El Pere coneix la Guiomar, la veïna del davant. El Quim i el Sefa pensen que el veí de la Laia és un personatge perillós. Una partida defectuosa d'Ambrospeed causa problemes a l'empresa.                                                                           |    |                        |           |                          |                        |
| 25 | 12 | «Sweet Sixteen»        | Joel Joan | Joel Joan & Albert Plans | 5 de febrer de 2006    |
| El Pere no sap com portar la relació amb la Guiomar. La Laia fa un descobriment important en la seva investigació. La Natàlia continua sentint-se responsable de la intoxicació.                                                                                     |    |                        |           |                          |                        |
| 26 | 13 | «L'hora de la veritat» | Joel Joan | Joel Joan & Albert Plans | 12 de febrer de 2006   |
| El Pere pensa que la relació amb la Laia s'ha arreglat, però les coses no són tan fàcils. El Roger es resigna a acceptar la separació amb la Sònia i es concentra en la feina.                                                                                       |    |                        |           |                          |                        |

### Tercera temporada
| Núm. | #  | Títol                                          | Director  | Guionista                | Data d'emissió         |
| --- | -- | ---------------------------------------------- | --------- | ------------------------ | ---------------------- |
| 27 | 1  | «Els millors anys de les nostres vides»        | Joel Joan | Joel Joan & Albert Plans | 20 de setembre de 2006 |
| El Pere i la Laia tornen a viure junts i recorden com es van conèixer. El Roger no sap con afrontar la paternitat, ara que s'ha separat de la Sònia. |    |                                                |           |                          |                        |
| 28 | 2  | «En què penses»                                | Joel Joan | Joel Joan & Albert Plans | 27 de setembre de 2006 |
| La Laia rep l'oferta de tornar a treballar al Clínic, i al Pere no li fa gaire gràcia. A causa de les queixes dels espectadors, la Cardona s'ha de retractar dels insults contra l'Aurora Segura.                                                                                                 |    |                                                |           |                          |                        |
| 29 | 3  | «La gent no canvia»                            | Joel Joan | Joel Joan & Albert Plans | 4 d'octubre de 2006    |
| La Cardona està ingressada a causa de l'infart i té pressa per recuperar-se. La Laia torna a treballar al Clínic i decideix que no intervindrà en la gestió del Lluís. El Roger acompanya la Sònia a les classes de preparació al part. L'Àlex envaeix la casa de la Natàlia i el Jordi s'enfada. |    |                                                |           |                          |                        |
| 30 | 4  | «Tu no t'hi fiquis»                            | Joel Joan | Joel Joan & Albert Plans | 11 d'octubre de 2006   |
| A la Cardona li donen l'alta i tots sospiten que tancarà la productora. La Laia decideix no tornar a dir mai més el que pensa, per por de les conseqüències. El Roger sembla no recordar que la Sònia no el vol tornar a veure.                                                                   |    |                                                |           |                          |                        |
| 31 | 5  | «La muntanya màgica»                           | Joel Joan | Joel Joan & Albert Plans | 18 d'octubre de 2006   |
| El Pere rep la invitació d'anar a sopar amb el seu pare mentre comença a perfilar els personatges de la "sitcom". La Laia decideix per fi intervenir en la controvèrsia entre el Quim i el Cefa. L'Àlex acompanya l'Ariadna a un albirament d'ovnis a Montserrat.                                 |    |                                                |           |                          |                        |
| 32 | 6  | «The Truth Is Out There»                       | Joel Joan | Joel Joan & Albert Plans | 9 de novembre de 2006  |
| El Pere ha escrit el guió de la sitcom i no accepta les crítiques d'un prestigiós editor de guions. La Laia no pot llegir el guió perquè l'ha perdut. La Natàlia no troba l'Àlex enlloc i comença a imaginar-se explicacions paranormals.                                                         |    |                                                |           |                          |                        |
| 33 | 7  | «Amics, amants i altres familiars»             | Joel Joan | Joel Joan & Albert Plans | 16 de novembre de 2006 |
| La Natàlia li diu al Roger que no té la intenció d'enrotllar-s'hi més. El Roger descobreix que el seu pare és gai i s'emprenya amb el Pere perquè no l'hi ha dit. La Maria i l'Àlex troben un cadàver a la platja de la Barceloneta.                                                              |    |                                                |           |                          |                        |
| 34 | 8  | «Quan es tanca una porta, se n'obre una altra» | Joel Joan | Joel Joan & Albert Plans | 30 de novembre de 2006 |
| El Roger i la Natàlia són amants d'amagat del Jordi. A la Maria li molesta que el Pere vulgui intervenir en el càsting de la sitcom. La Laia vol fer proves amb teixits de malalts, però el Lluís no ho troba convenient.                                                                         |    |                                                |           |                          |                        |
| 35 | 9  | «L'orgull de l'autor»                          | Joel Joan | Joel Joan & Albert Plans | 7 de desembre de 2006  |
| Al Pere no li agrada la interpretació del Domènec i s'enfronta amb la Maria. La Laia i el Cefa comencen a treballar amb les mostres de teixit d'amagat del Quim i del Lluís. |    |                                                |           |                          |                        |
| 36 | 10 | «L'home invisible»                             | Joel Joan | Joel Joan & Albert Plans | 14 de desembre de 2006 |
| El Pere no vol tornar a la productora i discuteix amb la Laia. La Cristina descobreix que el Roger i la Natàlia estan junts i li sap greu pel Jordi. |    |                                                |           |                          |                        |
| 37 | 11 | «Fes-te valer»                                 | Joel Joan | Joel Joan & Albert Plans | 28 de desembre de 2006 |
| Primer dia de gravació de la sitcom i sembla que les coses no van gaire bé. El Lluís torna del viatge de nuvis i descobreix que la Laia ha fet proves d'amagat d'ell. El Roger intenta compensar la Natàlia pel dia que la va deixar plantada al Palau de la Música.                              |    |                                                |           |                          |                        |
| 38 | 12 | «A la deriva»                                  | Joel Joan | Joel Joan & Albert Plans | 4 de gener de 2007     |
| La sitcom s'estrena sense previ avís, cosa que obliga el Pere a acabar els capítols a tota velocitat. La Natàlia s'enfada amb el Roger perquè no vol parlar de la seva futura paternitat. És l'aniversari de l'Àlex i convida els seus amics a passar una nit al veler.                           |    |                                                |           |                          |                        |
| 39 | 13 | «El factor sorpresa»                           | Joel Joan | Joel Joan & Albert Plans | 11 de gener de 2007    |
| La Laia espera la confirmació d'un institut valencià per col·laborar en el seu projecte. El Roger ha decidit que serà un bon pare i la Maria pren una decisió pel que fa a l'Àlex. |    |                                                |           |                          |                        |

### Quarta temporada
| Núm. | #  | Títol                          | Director  | Guionista                 | Data d'emissió         |
| --- | -- | ------------------------------ | --------- | ------------------------- | ---------------------- |
| 40 | 1  | «Fent família»                 | Joel Joan | Joel Joan & Mercè Sàrrias | 23 de setembre de 2007 |
| El Pere i la Laia pateixen davant la idea que potser estan esperant un nen. La Sònia dona a llum el Biel, en presència del Roger, que ho viu com una experiència fantàstica que no vol, però, repetir. La Natàlia descobreix que està embarassada. |    |                                |           |                           |                        |
| 41 | 2  | «No som herois»                | Joel Joan | Joel Joan & Mercè Sàrrias | 30 de setembre de 2007 |
| La "sitcom" corre el risc d'enfonsar-se i el Pere ha de reescriure un capítol. Per si això no fos prou estressant, descobreix que té un bony al pit. |    |                                |           |                           |                        |
| 42 | 3  | «La síndrome d'Estocolm»       | Joel Joan | Joel Joan & Mercè Sàrrias | 7 d'octubre de 2007    |
| La Natàlia pateix perquè no localitza el Roger. El Roger ha agafat un avió i se n'ha anat tan lluny com ha pogut. La Dolors comença a treballar en la "sitcom" i al Pere li costa acceptar els seus comentaris. |    |                                |           |                           |                        |
| 43 | 4  | «Una vida avorrida»            | Joel Joan | Joel Joan & Mercè Sàrrias | 14 d'octubre de 2007   |
| El Pere pensa que la Dolors li té mania perquè no li explica res de personal. La Laia ha de posar pau entre els becaris i l'Ester i, convençuda que s'ha de ser amable, li dona massa confiança a un lampista. |    |                                |           |                           |                        |
| 44 | 5  | «Si és que hi ha cases d'algú» | Joel Joan | Joel Joan & Mercè Sàrrias | 21 d'octubre de 2007   |
| La Guiomar torna a casa sel seu pare i l'Eduard es refugia al pis del Pere i la Laia, fotent zitzània entre tots dos. A la productora tothom prefereix els capítols de la Dolors, i el Pere no ho pot suportar. |    |                                |           |                           |                        |
| 45 | 6  | «Mentre tinguem salut...»      | Joel Joan | Joel Joan & Mercè Sàrrias | 28 d'octubre de 2007   |
| La Laia no suporta que l'Ester li porti la contrària en un experiment que vol fer. La Maria demana al Pere que visiti el Xavier, i al Pere li fa angúnia anar-hi. |    |                                |           |                           |                        |
| 46 | 7  | «El punt feble»                | Joel Joan | Joel Joan & Mercè Sàrrias | 4 de novembre de 2007  |
| El Pere està convençut que la Dolors i el Domènec tenen un rotllo. La Gal·la presenta el Günther a la Natàlia i el tio se la intenta lligar. |    |                                |           |                           |                        |
| 47 | 8  | «Batalla de reines»            | Joel Joan | Joel Joan & Mercè Sàrrias | 11 de novembre de 2007 |
| L'Aurora Segura és l'actriu convidada a un episodi de la "sitcom". La Laia ha de parlar amb el Lluís per temes de feina i sospita que encara n'està d'ella. L'Àlex aconsegueix una feina a la Casa Encantada. |    |                                |           |                           |                        |
| 48 | 9  | «Amor de mentida»              | Joel Joan | Joel Joan & Mercè Sàrrias | 18 de novembre de 2007 |
| La Sònia ha de marxar i el Roger li demana de quedar-se amb el Biel. El Pere ha d'introduir product placements d'Ambrospeed a la sitcom. La Natàlia no es refia del Roger i el controla. |    |                                |           |                           |                        |
| 49 | 10 | «Roger Brunet 1975-2007»       | Joel Joan | Joel Joan & Mercè Sàrrias | 25 de novembre de 2007 |
| Sabrem què ha passat amb el Roger Brunet després de la trucada avisant que havia tingut un greu accident... |    |                                |           |                           |                        |
| 50 | 11 | «Un bon consell»               | Joel Joan | Joel Joan & Albert Plans  | 2 de desembre de 2007  |
| El Roger decideix trencar amb tot. El Pere no vol veure el Roger per por d'emprenyar-se amb ell. La Natàlia troba consol en el Jordi. L'Àlex retroba un amic a qui va donar un consell que li va canviar la vida. |    |                                |           |                           |                        |
| 51 | 12 | «Crim i càstig»                | Joel Joan | Joel Joan & Albert Plans  | 9 de desembre de 2007  |
| El Roger declara davant de la policia i accepta tots els càrrecs. La Natàlia té por de veure el Roger i l'Àlex la convenç que el vagi a veure. El Pere està angoixat pel Roger. |    |                                |           |                           |                        |
| 52 | 13 | «Tot final és un inici»        | Joel Joan | Joel Joan & Albert Plans  | 23 de desembre de 2007 |
| El Pere intenta ajudar el seu germà en aquest moment difícil, en què, a més a més, el Roger i la Natàlia s'han separat. Ella, per la seva banda, retrobarà un antic amor de joventut. Pel que fa a la Laia, té un conflicte ètic quan patenta l'anticòs que ha descobert amb l'Esther, i l'Àlex i la Maria prenen una decisió que afectarà les seves vides. |    |                                |           |                           |                        |